# Port lotniczy Bamako
Port lotniczy Bamako (IATA: BKO, ICAO: GABS) – międzynarodowy port lotniczy położony 15 km na południe od centrum Bamako. Jest największym portem lotniczym w Mali. W 2005 obsłużył 516 tys. pasażerów.

## Kierunki lotów i linie lotnicze
| Linia Lotnicza        | Kierunek                                         |
| --------------------- | ------------------------------------------------ |
| Air Algerie           | 1. Algier                                        |
| Air Burkina           | 1. Dakar-Diass 2. Wagadugu                       |
| Air Côte d'Ivoire     | 1. Abidżan 2. Bouaké 3. Dakar                    |
| Air France            | 1. Konakry 2. Paryż-Charles de Gaulle            |
| Air Senegal           | 1. Dakar-Diass                                   |
| ASKY Airlines         | 1. Konakry 2. Dakar-Diass 3. Lomé 4. Niamey      |
| Corsair International | 1. Paryż-Orly                                    |
| Ethiopian Airlines    | 1. Addis Abeba 2. Dakar-Diass                    |
| Kenya Airways         | 1. Dakar-Diass 2. Nairobi                        |
| Mauritania Airlines   | 1. Abidżan 2. Kotonu 3. Dakar-Diass 4. Nawakszut |
| Royal Air Maroc       | 1. Casablanca                                    |
| Sky Mali              | 1. Kayes 2. Gao 3. Timbuktu                      |
| Tunisair              | 1. Tunis                                         |
| Turkish Airlines      | 1. Stambuł                                       |